# 113355 Gessler
113355 Gessler este un asteroid din centura principală de asteroizi.

## Descriere
113355 Gessler este un asteroid din centura principală de asteroizi. A fost descoperit pe 14 septembrie 2002 la Observatorul Palomar de Robert D. Matson. Asteroidul prezintă o orbită caracterizată de o semiaxă mare de 2,96 ua, o excentricitate de 0,10 și o înclinație de 9,5° în raport cu ecliptica.